# Parque nacional Isla Ninfa
Isla Ninfa es un parque nacional en Queensland (Australia), ubicado a 1636 km al noroeste de Brisbane.

## Datos
- Área: 0,65 km²
- Coordenadas: 14°39′20″S 145°15′03″E / -14.65556, 145.25083
- Fecha de Creación: 1980
- Administración: Servicio para la Vida Salvaje de Queensland
- Categoría IUCN: II

Véase también:
- Zonas protegidas de Queensland

- Datos: Q3384740